# Xã Prairie Dog, Quận Decatur, Kansas
Xã Prairie Dog (tiếng Anh: Prairie Dog Township) là một xã thuộc quận Decatur, tiểu bang Kansas, Hoa Kỳ. Năm 2010, dân số của xã này là 38 người.